# Donelson Caffery
Donelson Caffery (né le 10 septembre 1835 à Franklin en Louisiane et mort le 30 décembre 1906 à La Nouvelle-Orléans en Louisiane) est un homme politique américain. Membre du Parti démocrate, il est Sénateur des États-Unis pour la Louisiane entre 1892 et 1901.

## Biographie
Caffery combat pour les États confédérés d'Amérique lors de la Guerre de Sécession. Devenu avocat en 1867, il obtient un siège au Sénat de Louisiane en 1892 avant d'obtenir la même position au Sénat des États-Unis à la fin de l'année. Il reste en poste jusqu'en 1901.

## Vie personnelle
Caffery est le grand-père du représentant des États-Unis Patrick T. Caffery et l'arrière petit-fils de John Donelson.